# NK Papuk Velika
NK Papuk Velika je hrvatski nogometni klub iz Velike, selo pokraj grada Požege u sjeveroistočnoj Hrvatskoj. Klub je nasljednik poznatog kluba NK Kamen Ingrad koji je prestao postojati 2008.

## Povijest
Klub je osnovan 1929. pod imenom NŠK Velika. Nakon 2. svjetskog rata mijenja ime u NK Papuk. 1999. godine NK Papuk po prelasku u Treću ligu mijenja ime u Kamen-Ingrad.
Godine 2009. opet počinje biti aktualan u 2. ŽNL pod imenom NK Papuk Velika.

## Uspjesi
Sezone 2009. godine pod imenom NK Papuk Velika počinje biti aktualan u 2. ŽNL i ulazi u 1. ŽNL u Požegi. Seniori i juniori se natječu u prvoj županijskoj ligi, dok se početnici i pioniri natječu u prvoj kvalitetnoj ligi Osijek.

## Stadion
ŠRC Kamen-Ingrad (10.000 mjesta – sva sjedeća), izgrađen je 2002. godine i jedan je od najsuvremenijih i najopremljenijih stadiona u Hrvatskoj, te ispunjava sve kriterije UEFA-e. Stadion je u vlasništu Općine Velika.

## Vanjski izvori
- NK Papuk Velika rezultati
- Instagram stranica
- Facebook stranica